# Coupe d'Europe de baseball 2015
Navigation
2014 2016
La Coupe d'Europe de baseball 2015 est la 52e édition de cette compétition sous l'égide de la Confédération européenne de baseball.
Elle rassemble les douze meilleurs clubs européens et se déroule en deux temps : une phase de poule et une finale à deux (Final 2). Les phases de poule se jouent du 2 au 7 juin à Paris, en (France), et à Rotterdam, aux (Pays-Bas).
La phase de poule à Paris est organisée par le Paris Université Club et se tient au Stade Pershing dans le bois de Vincennes. 
Le PUC avait déjà accueilli cette compétition en 1991.
La finale à deux oppose les deux vainqueurs des poules et décerne le titre de champions d'Europe.

## Déroulement
Depuis 2013, l'épreuve se tient en deux phases : une phase qualificative impliquant douze clubs, puis une finale à deux. Les premières équipes de chaque poule sont qualifiées pour la finale à deux. Le vainqueur est déclaré Champion d'Europe.
Chaque pays suivant envoie deux équipes : l'Italie, les Pays-Bas et l'Allemagne.
La République tchèque, la Biélorussie, Saint-Marin, la France et l'Ukraine en envoient une. Ce sont les champions nationaux qui figurent, et si le pays a deux tickets pour la Coupe d'Europe A, les deuxièmes de championnat ou les vainqueurs de coupe nationale les accompagnent.
Les derniers des poules de la Coupe d'Europe A sont quant à eux reversés dans des poules de maintien en compagnie des quatre vainqueurs des European Cup A Qualifier. Les vainqueurs gagnent une place pour leur pays en Coupe d'Europe A 2016.

## Clubs
- Paris UC
- Neptunus Rotterdam
- L&D Pirates Amsterdam
- Rimini Baseball Club
- Unipol Fortitudo Bologna
- Heidenheim Heideköpfe
- Solingen Alligators
- T&A San Marino
- AVG Draci Brno (cs)
- KNTU Elizavetgrad
- Brest Zubrs
- Templiers Senart

## Phase qualificative

### Poule A (Rotterdam)

#### Rencontres
| 2 juin 2015 |  | ' |  |  |

| 2 juin 2015 |  | ' |  |  |

| 2 juin 2015 |  | ' |  |  |

| 3 juin 2015 |  | ' |  |  |

| 3 juin 2015 |  | ' |  |  |

| 3 juin 2015 |  | ' |  |  |

| 4 juin 2015 |  | ' |  |  |

| 4 juin 2015 |  | ' |  |  |

| 4 juin 2015 |  | ' |  |  |

| 5 juin 2015 |  | ' |  |  |

| 5 juin 2015 |  | ' |  |  |

| 5 juin 2015 |  | ' |  |  |

| 6 juin 2015 |  | ' |  |  |

| 6 juin 2015 |  | ' |  |  |

| 6 juin 2015 |  | ' |  |  |

#### Finale
| 7 juin 2015 |  | ' |  |  |

#### Classement
| Pl. | Équipe                | J | V | D | %    |
| --- | --------------------- | - | - | - | ---- |
| 1   | Rimini Baseball Club  | 0 | 0 | 0 | .000 |
| 2   | Neptunus Rotterdam    | 0 | 0 | 0 | .000 |
| 3   | AVG Draci Brno        | 0 | 0 | 0 | .000 |
| 4   | KNTU Elizavetgrad     | 0 | 0 | 0 | .000 |
| 5   | Heidenheim Heideköpfe | 0 | 0 | 0 | .000 |
| 6   | Templiers Senart      | 0 | 0 | 0 | .000 |

### Poule B (Paris)

#### Rencontres
| 2 juin 2015 |  | ' |  |  |

| 2 juin 2015 |  | ' |  |  |

| 2 juin 2015 |  | ' |  |  |

| 3 juin 2015 |  | ' |  |  |

| 3 juin 2015 |  | ' |  |  |

| 3 juin 2015 |  | ' |  |  |

| 4 juin 2015 |  | ' |  |  |

| 4 juin 2015 |  | ' |  |  |

| 4 juin 2015 |  | ' |  |  |

| 5 juin 2015 |  | ' |  |  |

| 5 juin 2015 |  | ' |  |  |

| 5 juin 2015 |  | ' |  |  |

| 6 juin 2015 |  | ' |  |  |

| 6 juin 2015 |  | ' |  |  |

| 6 juin 2015 |  | ' |  |  |

#### Finale
| 7 juin 2015 |  | ' |  |  |

#### Classement
| Pl. | Équipe                   | J | V | D | %    |
| --- | ------------------------ | - | - | - | ---- |
| 1   | Paris UC                 | 0 | 0 | 0 | .000 |
| 2   | Pirates Amsterdam        | 0 | 0 | 0 | .000 |
| 3   | T&A San Marino           | 0 | 0 | 0 | .000 |
| 4   | Brest Zubrs              | 0 | 0 | 0 | .000 |
| 5   | Solingen Alligators      | 0 | 0 | 0 | .000 |
| 6   | Unipol Fortitudo Bologna | 0 | 0 | 0 | .000 |

## Finale à 2
|  |  | ' |

|  |  | ' |